# Georg de Lalande
Georg de Lalande (jap. ゲオルグ・デ・ラランデ; * 6. September 1872 in Hirschberg (Riesengebirge); † 5. August 1914 in Tokio; vollständiger Name: Georg Karl Adolph Guido de Lalande) war ein deutscher Architekt, der in Japan lebte und wirkte. Seine Bauten werden dem japanischen Jugendstil zugeordnet.

## Leben
Georg de Lalande kam in Hirschberg im Riesengebirge als ältester Sohn des Bauunternehmers Eugen de Lalande und dessen Frau Ottilie de Lalande geborene Thieme zur Welt. Er studierte an der Technischen Hochschule (Berlin-)Charlottenburg Architektur und arbeitete nach Abschluss des Studiums in Breslau, Glogau, Wien, Berlin, Shanghai und Tianjin. Auf Einladung des deutschen Architekten Ludwig Richard Seel reiste de Lalande 1903 nach Yokohama und übernahm dessen Architekturbüro, da Seel noch im gleichen Jahr nach Deutschland zurückkehrte. De Lalandes Bauwerke fanden sich nicht nur in Yokohama, sondern auch in Tokio, Osaka und Kōbe sowie in Korea.
Kurz vor seinem Tod verlieh ihm 1913 das Königreich Preußen den Ehrentitel Baurat. Während einer Reise ins japanische Protektorat Korea im darauffolgenden Jahr erkrankte de Lalande an einer Lungenentzündung, in deren Folge er nach seiner Rückkehr in Tokio starb. Seine Frau Edith de Lalande geborene Pitschke, mit der er fünf Kinder hatte, kehrte nach seinem Tod nach Deutschland zurück und heiratete später den japanischen Diplomaten Tōgō Shigenori.

## Bauten und Entwürfe

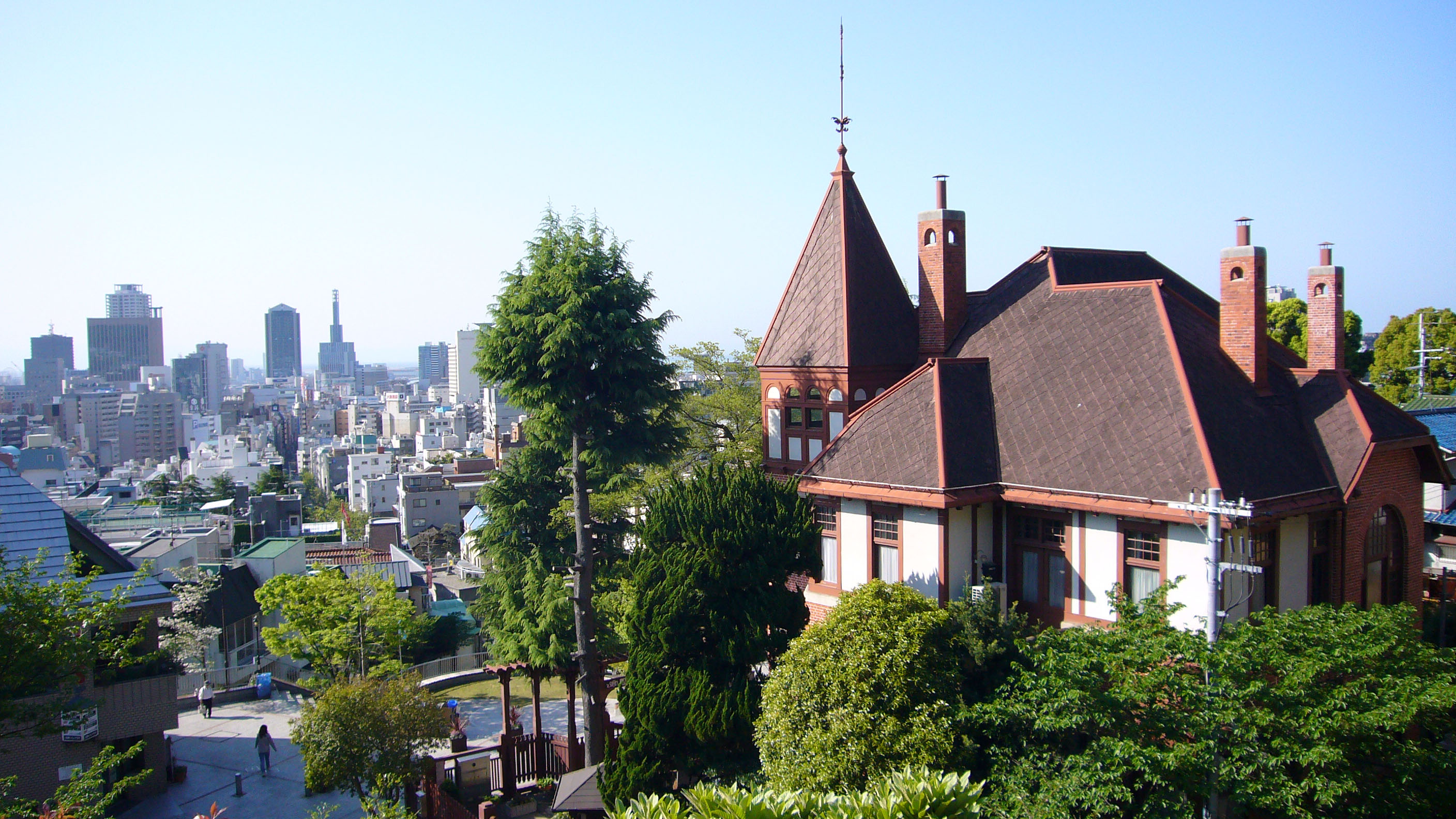
„Wetterhahnhaus“ in Kōbe

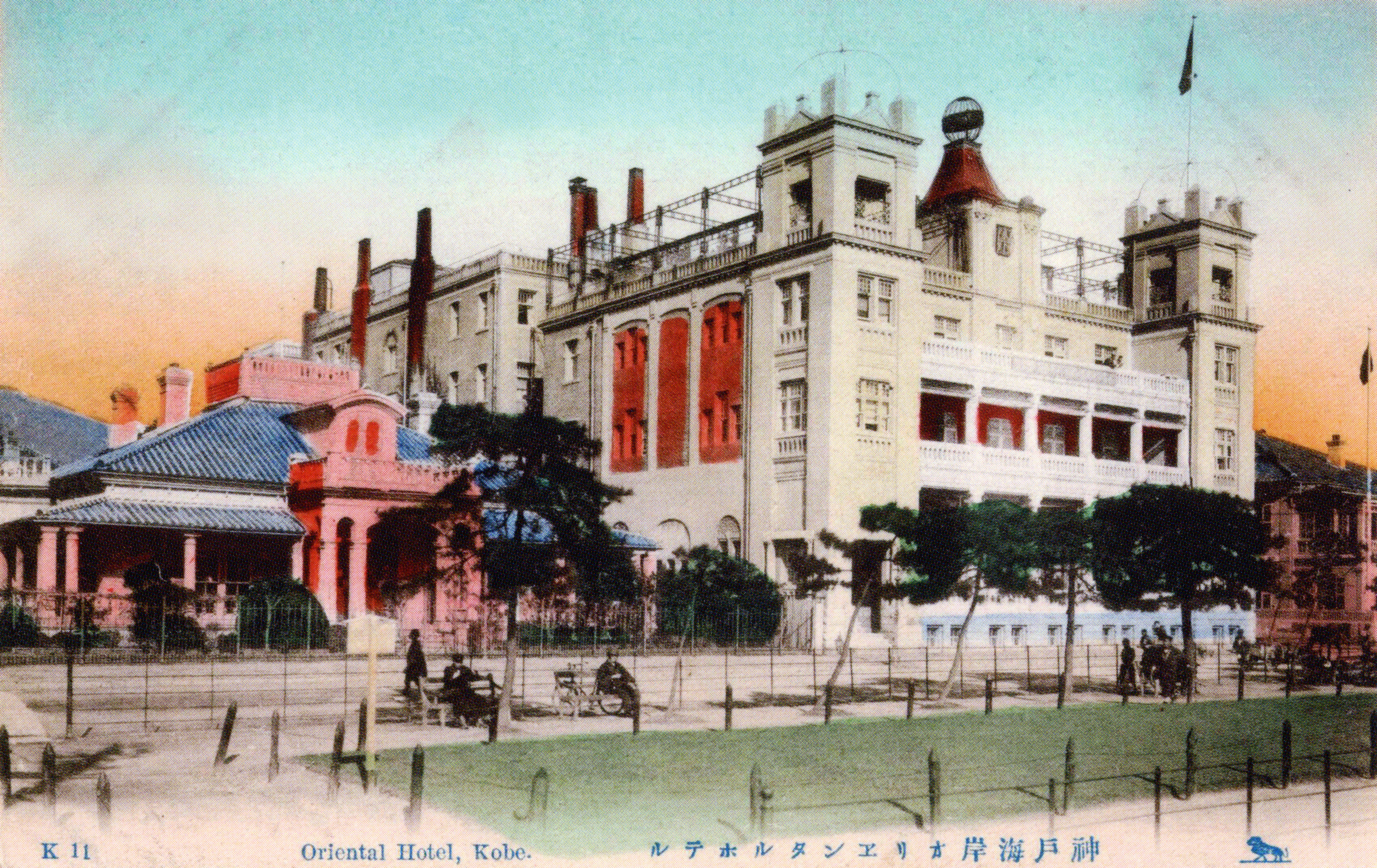
Dritte Fassung des The Oriental Hotel in Kōbe

Während in Lalandes Heimat 40 seiner Gebäude erhalten sind, existiert in Japan lediglich noch das „Wetterhahnhaus“ (風見鶏の館, kazamidori no yakata) in Kōbe.
- 1900: Wohnhaus für Familie Schramm in Yokohama (nach dem Zweiten Weltkrieg abgerissen)
- 1904: Wohnhaus für Gottfried Thomas in Kōbe, sogenanntes Wetterhahnhaus (als Wichtiges Kulturgut Japans deklariert)
- 1905: eigenes Wohnhaus in Negishi, Yokohama
- 1907: The Oriental Hotel in Kōbe
- 1907: Wohnhaus für Viktor Hermann in Kōbe (im Krieg beschädigt und 1969 abgerissen)
- 1907: Verwaltungsgebäude des deutschen Import- und Exportunternehmens C. Illies & Co. in Yokohama (1923 durch das Große Kantō-Erdbeben 1923 beschädigt)
- 1913: Wohnhaus für Hirota Ritarō in Tokio
- 1914: Bankgebäude für die Filiale der Mitsui Bank in Ōsaka (1935 abgerissen)
- 1914: Verwaltungsgebäude der Takada Handelsgesellschaft in Tokio (zerstört 1923 beim Großen Kantō-Erdbeben)
- 1915: Wohnhaus für Kawasaki Hajime in Tokio
- 1916: Chōsen Hotel in Keijō (heute: Seoul)
- 1917: Wohnhaus für Hasegawa Tetsuji in Tokio
- Japanischer Regierungspalast in Seoul (ab 1986 Nationalmuseum; abgerissen)